# Sravanabelagola
Sravanabelagola (3500 inwoners, letterlijk: de monnik op de heuveltop) is een stadje in de Indiase deelstaat Karnataka, ongeveer 120 kilometer ten westen van Bangalore en een 80-tal kilometer ten noordoosten van Mysore. De plaats is vooral bekend om het standbeeld van Sri Gomatheswara, de zoon van de eerste verlichte wijze (Tirthankara) van het jaïnisme. In de volksmond is Sri Gomatheswara ook bekend als de Heer Bahubali.

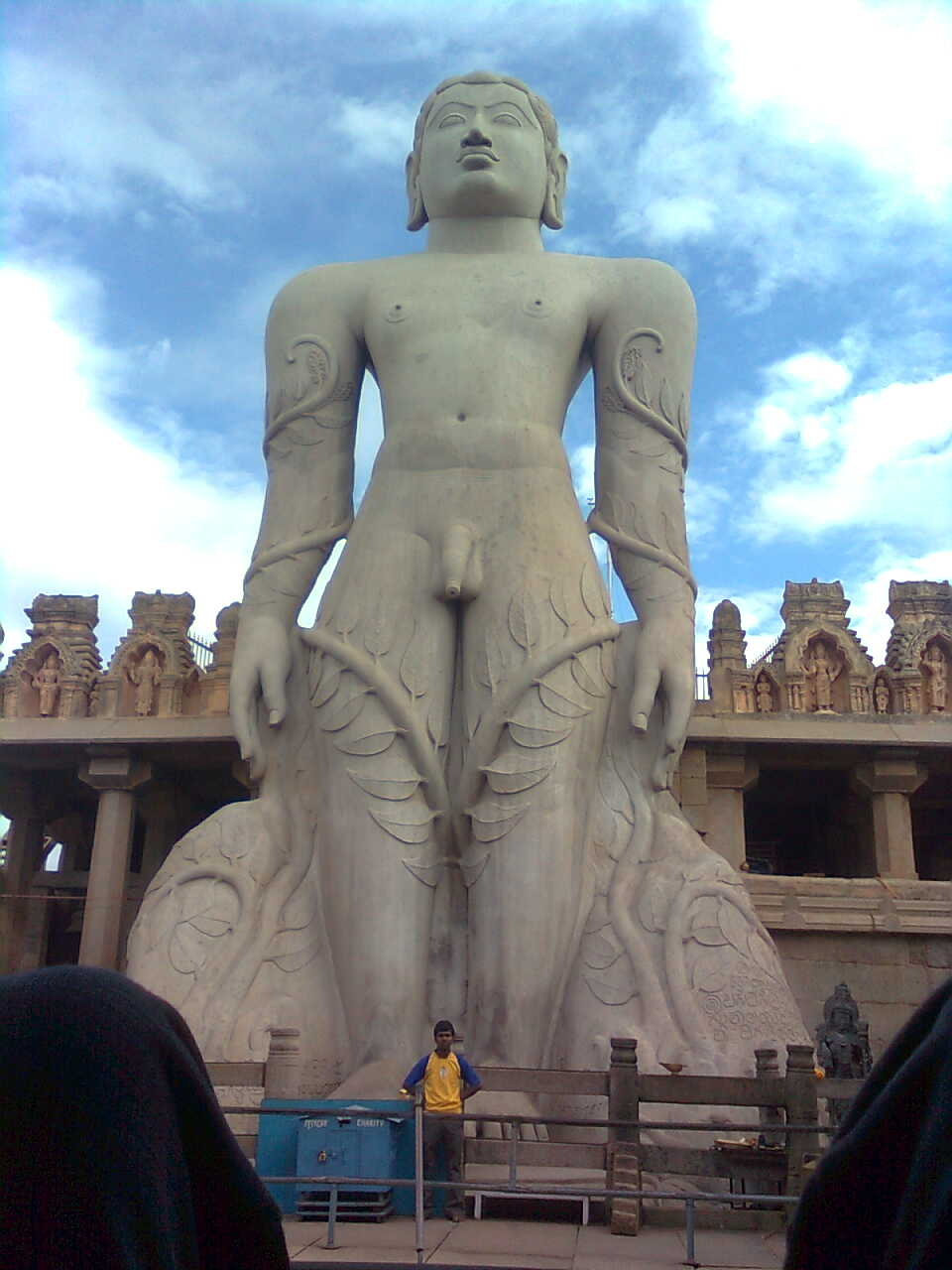
Het beeld van Gomatheswara dateert van 978-993

Het standbeeld staat op de top van een rotsheuvel (Vindhyagiri, Indragiri of Per-kalbappu genoemd) op 1020 meter boven zeeniveau en is te bereiken via 614 trappen. Met een hoogte van 17,88 meter is dit het grootste vrijstaande monolithische standbeeld ter wereld. Het werd gebeeldhouwd door Aristanemi tussen de jaren 978 en 993 en opgericht door Chavundaraya, een militaire commandant onder koning Rachamalla van de Gangadynastie. Het standbeeld bestaat uit het graniet van de heuvel waarop het zich bevindt.
Om de twaalf jaar vindt hier het Maha Masthaka Abhishekafestival plaats (wat zoveel betekent als hoofdzalvende ceremonie). Het aantal bezoekers kan oplopen tot meer dan een miljoen. Tijdens het festival giet men grote hoeveelheden melk, honing en kruiden over het standbeeld, waarna dit wordt uitgedeeld aan de gelovigen. De laatste twee festivals vonden plaats in 2006 en 2018. Het volgende zal plaats vinden in 2030.

## Externe link

Panorama van de Chandragiri tempelcomplex bij dageraad.